# 蒙塞拉特圣母堂

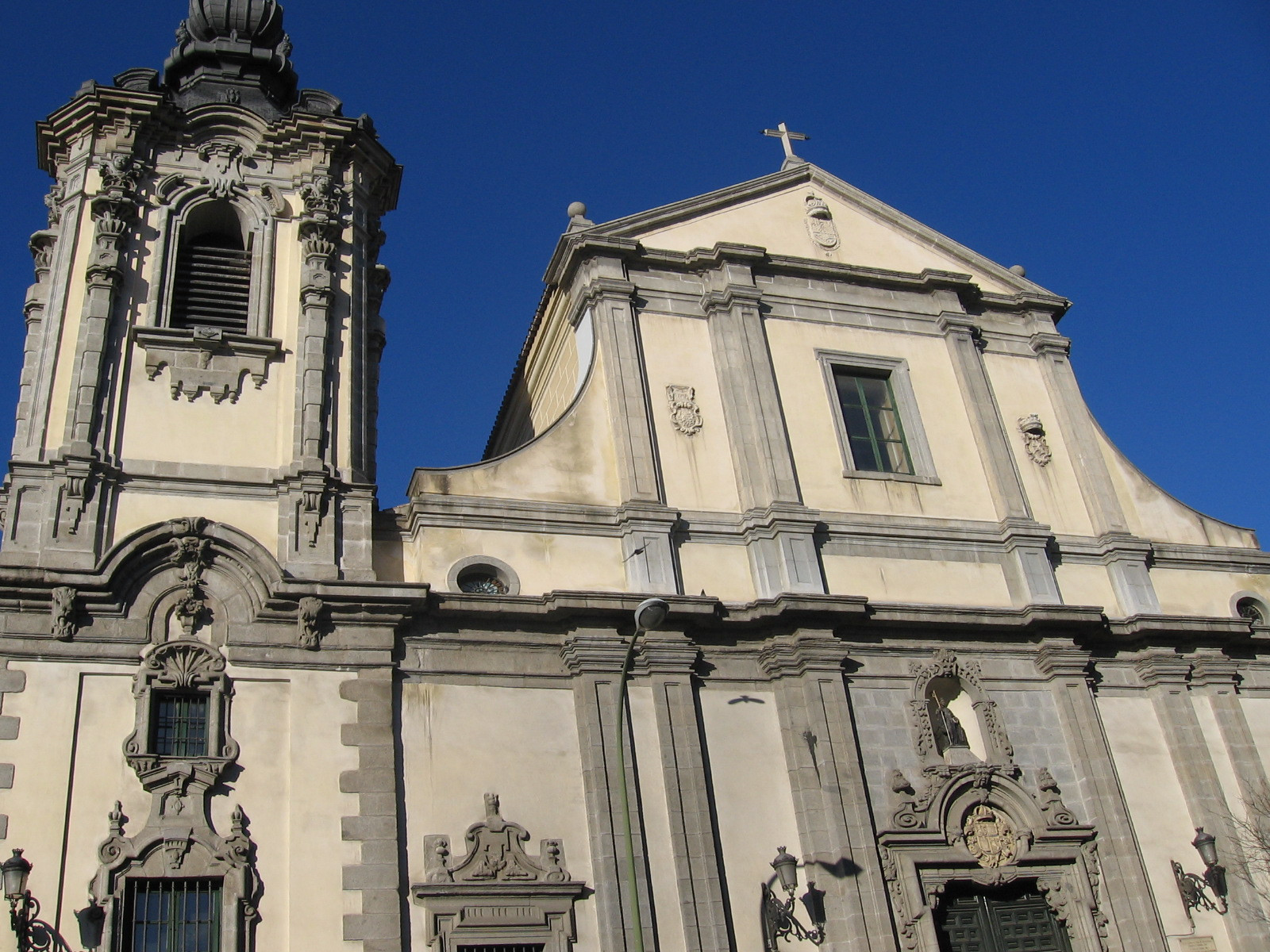
立面

蒙塞拉特圣母堂 (西班牙語：Nuestra Señora de Montserrat)是一座巴洛克风格的罗马天主教教堂，位于西班牙马德里中区。 

## 历史
该堂由腓力四世 (西班牙)创建，以容纳来自蒙塞拉特山本笃会修道院的卡斯蒂利亚修士。他们在1640年加泰罗尼亚的叛乱中流离失所，因为修道院的加泰罗尼亚修士驱逐了卡斯蒂利亚修士。
教堂建设始于1668年，建筑师巴尔努埃沃。立面受到贾科莫·巴罗齐·达·维尼奥拉的罗马耶稣教堂的启发。
1836年修道院遭取缔，次年改为女子监狱。